# 石橋湛山記念早稲田ジャーナリズム大賞
石橋湛山記念早稲田ジャーナリズム大賞（いしばしたいざんきねんわせだジャーナリズムたいしょう）は、卒業生である石橋湛山の名を冠し、早稲田大学が2000年に設立した賞。社会に貢献したジャーナリストの活動を顕彰し、優れた言論人の育成と自由かつ開かれた言論環境の形成への寄与を目的に運営されている。
毎年、不特定多数を対象としたメディアにより公表されたジャーナリストの作品（新聞記事・TV番組・書籍・写真・Webなど）を公募している。応募は自薦・他薦を問わず、国外で発表された作品も受け付けている。選考委員は早稲田大学教授のほか学外から作家やジャーナリストを招いて編成され、受賞者には石橋湛山の顔を表面にレリーフしたブロンズ製のメダルと副賞が贈られる。
早稲田大学では受賞者を中心としたジャーナリストや選考委員を講師として招いた講義も行われている。

## 部門
賞は3部門に分かれており、作品、活動の内容をもとにいずれかへ応募する。
公共奉仕部門
公共性、国際性、在野性を基軸に新奇性・批判性・提言製・持続性などをとりあげたジャーナリズム活動が対象。
草の根民主主義部門
地域社会のコミュニティの深部・周縁に生起しつつある普遍的な課題を発見・発掘・提示するジャーナリズム活動が対象。
文化貢献部門
社会における文化的活力を象徴するユニークな作品、地域文化を公の社会に発信することを目指したジャーナリズム活動が対象。

## 主な受賞作

### 第1回（2001年度）
公共奉仕部門 大賞
- 阪神・淡路大震災からの復興に向けての論説、評論活動 - 三木康弘と神戸新聞論説委員室

草の根民主主義部門 大賞
- 島の墓標 - 曽根英二

文化貢献部門 大賞
- 旧石器発掘ねつ造問題の一連の企画ならびに「発掘捏造」の出版 - 毎日新聞旧石器遺跡取材班 代表 真田和義（渡辺雅春、山田寿彦、高橋宗男、早川健人、山本建、本間浩昭、西村剛ほか取材班）

### 第2回（2002年度）
公共奉仕部門 大賞
- 『21世紀 核時代 負の遺産』 - 田城明
- 『パレスチナ　新版』 - 広河隆一

草の根民主主義部門 大賞
- 該当作なし

文化貢献部門 大賞
- 該当作なし

### 第3回（2003年度）
公共奉仕部門 大賞
- 「鉄路　信楽列車事故」の長期連載を中心とした鉄道の安全を考える一連の報道 - 鈴木哲法
- 一連の「Ｃ型肝炎シリーズ」及びその特別番組 - Ｃ型肝炎取材班　代表・熱田充克

草の根民主主義部門 大賞
- 該当作なし

文化貢献部門 大賞
- 「生きる者の記録」 - 佐藤健、生きる者の記録取材班 代表・萩尾信也

草の根民主主義部門 奨励賞
- 「ずく出して、自治―参加そして主役へ」 - 「ずく出して、自治」取材班 代表・畑谷広治

草の根民主主義部門 奨励賞
- 「さんばと12人の仲間―親沢の人形三番叟の一年」 - 塚田正彦

### 第4回（2004年度）
公共奉仕部門 大賞
- 日米地位協定改定キャンペーン「検証　地位協定～不平等の源流」 - 琉球新報社地位協定取材班　代表 前泊博盛
- NHKスペシャル「東京女子医科大学病院～医療の現場で何が起きているか～」 - NHK「東京女子医科大学病院」取材班 代表 影山博文

草の根民主主義部門 大賞
- 「わしも‘死の海’におった～証言・被災漁船50年目の真実～」の報道 - 「わしも‘死の海’におった～証言・被災漁船50年目の真実～」取材班 代表 大西康司

文化貢献部門 大賞
- 該当作なし

公共奉仕部門 奨励賞
- 「断たれた正義」－なぜ職員が殺された・鹿沼事件を追う－ - 鹿沼市職員殺害事件取材班 代表 渡辺直明

文化貢献部門 奨励賞
- 石川テレビ放送ドキュメンタリー「奥能登　女たちの海」 - 赤井朱美

### 第5回（2005年度）
公共奉仕部門 大賞
- 「少年事件・更生と償い」シリーズ - 西日本新聞「少年事件・更生と償い」取材班 代表 田代俊一郎
- 「沖縄戦新聞」 - 琉球新報「沖縄戦新聞」取材班 代表 宮城修

草の根民主主義部門 大賞
- 該当作なし

文化貢献部門 大賞
- キャンペーン企画「沈黙の森」 - 北日本新聞「沈黙の森」取材班 代表 棚田淳一

草の根民主主義部門 奨励賞
- 「ルポ諫早の叫び～よみがえれ　干潟ともやいの心」 - 永尾俊彦

### 第6回（2006年度）
公共奉仕部門 大賞
- 「検証　水俣病50年」シリーズ - 西日本新聞「検証　水俣病50年」取材班代表 田代俊一郎
- 「ガーダ －パレスチナの詩－」 - 古居みずえ

草の根民主主義部門 大賞
- 連載「地方発　憲法を考える」 - 熊本日日新聞「地方発 憲法を考える」取材班代表 山口和也

文化貢献部門 大賞
- 該当作なし

### 第7回（2007年度）
公共奉仕部門 大賞
- 「偽装請負」追及キャンペーン - 朝日新聞編集局特別報道チーム　代表 市川誠一

草の根民主主義部門 大賞
- 鹿児島県警による03年県議選公職選挙法違反「でっちあげ事件」をめぐるスクープと一連のキャンペーン - 朝日新聞鹿児島総局 代表 梶山天

文化貢献部門 大賞
- ふるさとの海　～水崎秀子にとっての祖国にっぽん～ - RKB毎日放送報道部 代表 竹下通人

公共奉仕部門 奨励賞
- 検証「同和行政」報道 - 毎日放送「同和行政問題」取材班 代表 東田尚巳

草の根民主主義部門 奨励賞
- 連載「お産SOS－東北の現場から」 - 河北新報社「お産SOS」取材班 代表 練生川雅志

### 第8回（2008年度）
公共奉仕部門 大賞
- 連載「新聞と戦争」 - 朝日新聞 「新聞と戦争」取材班 キャップ 藤森研（植村隆ほか取材班）

草の根民主主義部門 大賞
- 「やねだん～人口300人、ボーナスが出る集落～」- 南日本放送 「やねだん」取材班 代表 山縣由美子

文化貢献部門 大賞
- 探検ロマン世界遺産スペシャル「記憶の遺産〜アウシュビッツ・ヒロシマからのメッセージ〜」 - 日本放送協会「探検ロマン世界遺産」取材班 代表 寺井友秀

### 第9回（2009年度）
公共奉仕部門 大賞
- 土井敏邦による長編ドキュメンタリー映画「沈黙を破る」

### 第10回（2010年度）[1]
公共奉仕部門 大賞
- NHKスペシャル「日本海軍　400時間の証言」全3回 - 日本放送協会　藤木達弘

草の根民主主義部門 大賞
- 連載「境界を生きる」～性別をめぐり苦しむ子どもたちを考えるキャンペーン - 毎日新聞社　丹野恒一

文化貢献部門 大賞
- 「ヤノマミ」日本放送協会 - 国分拓

公共奉仕部門 奨励賞
- NNNドキュメント2009「法服の枷～沈黙を破った裁判官たち～」 - 中京テレビ放送　笠井千晶

### 第12回（2012年度）
公共奉仕部門 大賞
- 連載「プロメテウスの罠」 - 「プロメテウスの罠」 取材チーム 代表 朝日新聞東京本社報道局特別報道部次長 宮﨑知己

### 第13回（2013年度）
草の根民主主義部門 大賞
- 連載「波よ鎮まれ〜尖閣への視座〜」 - 「波よ鎮まれ」取材班 代表 沖縄タイムス社 特別報道チーム兼論説委員 渡辺豪

文化貢献部門 大賞
- ETV特集「永山則夫100時間の告白 〜封印された精神鑑定の真実〜」 - ETV特集「永山則夫100時間の告白」取材班 代表 日本放送協会 大型企画開発センター

公共奉仕部門 奨励賞
- 「東京電力テレビ会議記録の公開キャンペーン報道」 - 朝日新聞東京本社報道局経済部 木村英昭 朝日新聞社デジタル本部デジタル委員 宮﨑知己

### 第14回（2014年度）
公共奉仕部門 大賞
- NNNドキュメント14「自衛隊の闇～不正を暴いた現役自衛官～」（日本テレビ） - NNNドキュメント取材班。代表ディレクター 大島千佳

草の根民主主義部門 大賞
- 「希望って何ですか～貧困の中の子ども～」（下野新聞） - 下野新聞社編集局「子どもの希望」取材班代表、山崎一洋。

草の根民主主義部門 奨励賞
- 映画「ファルージャ～イラク戦争　日本人人質事件…そして～」 - （有）ホームルーム。ドキュメンタリー・ディレクター伊藤めぐみ。

文化貢献部門大賞 
- 与那原恵『首里城への坂道：鎌倉芳太郎と近代沖縄の群像』筑摩書房。ISBN　978-4-480-81836-2

### 第15回（2015年度）
公共奉仕部門 大賞
- 沖縄の自己決定権を問う一連のキャンペーン報道～連載「道標求めて」を中心に（琉球新報） - 琉球新報社編集局文化部記者兼編集委員、新垣 毅。

公共奉仕部門 奨励賞
- NHKスペシャル「水爆実験60年目の真実～ヒロシマが迫る“埋もれた被ばく”～」（NHK総合テレビ） - 同取材班代表、高倉基也（NHK広島放送局チーフ・プロデューサー）

草の根民主主義部門 大賞
- 堀川恵子『原爆供養塔：忘れられた遺骨の70年』文藝春秋。ISBN　978-4-16-390269-2

文化貢献部門　大賞 
- 朴裕河『帝国の慰安婦：植民地支配と記憶の闘い』朝日新聞出版。ISBN　978-4-02-251173-7

### 第16回（2016年度）
公共奉仕部門 大賞
- NNNドキュメント'15「南京事件：兵士たちの遺言」（日本テレビ） - 日本テレビ報道局取材班代表、清水潔（日本テレビ報道局特別報道班）。

公共奉仕部門 奨励賞
- 長期連載「原発は必要か」を核とする関連ニュース報道（新潟日報） - 新潟日報社原発問題取材班代表、仲屋淳（新潟日報社編集局報道部次長）。

草の根民主主義部門 大賞
- 「語り継ぐハンセン病～瀬戸内3園から～」（山陽新聞） - 同取材班 阿部光希、平田桂三（ともに山陽新聞社編集局報道部）。

草の根民主主義部門 奨励賞
- 菅野完『日本会議の研究』（扶桑社〈扶桑社新書〉）。ISBN　978-4-594-07476-0

文化貢献部門 
- 該当なし。

### 第22回（2022年度）
公共奉仕部門 大賞
- 「Fujiと沖縄：本土復帰50年」
  - 受賞者：Fujiと沖縄：本土復帰50年取材班、代表・前島文彦。
  - 発表媒体：山梨日日新聞本紙及び電子版。

公共奉仕部門 奨励賞
- 「連載「消えた『四島返還』」を柱とする「＃北方領土考」キャンペーン」
  - 受賞者：北海道新聞日ロ取材班、代表・渡辺玲男。
  - 発表媒体：北海道新聞、北海道新聞電子版特設サイト、書籍『消えた「四島返還」：安倍政権 日ロ交渉2800日を追う』（ISBN　978-4-86721-038-3）。

- 調査報道シリーズ「国費解剖」
  - 受賞者：「国費解剖」取材班、代表・鷺森弘。
  - 発表媒体：日本経済新聞、日経電子版。

草の根民主主義部門 大賞
- 「"玉砕"の島を生きて―テニアン島：日本人移民の記録」
  - 受賞者：太田直子（グループ現代）。
  - 発表媒体：NHK ETV特集。

草の根民主主義部門 奨励賞
- ミャンマー軍の弾圧や軍事攻撃の実態に迫る一連のデジタル調査報道　
  - 受賞者：「NHKスペシャル」ミャンマープロジェクト、代表・善家賢。
  - 発表媒体：NHK総合テレビなど。

文化貢献部門 
- 該当作なし

### 第23回（2023年度）
公共奉仕部門 大賞
- ETV特集「ルポ 死亡退院：精神医療・闇の実態」
  - 受賞者：NHK「精神医療問題」取材班、代表・青山浩平（NHK第2制作センター チーフ・ディレクター）、持丸彰子（NHK大阪放送局ディレクター）
  - 発表媒体：NHK Eテレ

- 「命（ぬち）ぬ水（みじ）：映し出された沖縄の50年」
  - 受賞者：島袋夏子（琉球朝日放送株式会社ディレクター）、ジョン・ミッチェル（フリージャーナリスト）
  - 発表媒体：琉球朝日放送

公共奉仕部門 奨励賞
- 神戸連続児童殺傷事件の全記録廃棄スクープと一連の報道
  - 受賞者：「失われた事件記録」取材班、代表・霍見真一郎（神戸新聞社編集局報道部デスク兼編集委員）
  - 発表媒体：神戸新聞、電子版「神戸新聞NEXT」

- 新型コロナワクチンの副反応に関する調査報道（番組『評価不能：新型コロナワクチンの光と影』を中心として）
  - 受賞者：新型コロナワクチン取材班、代表・有本整（CBCテレビ報道部）
  - 発表媒体：CBCテレビ

草の根民主主義部門 大賞
- 『自民党の統一教会汚染：追跡3000日』
  - 受賞者：鈴木エイト（フリーランス）
  - 発表媒体：書籍（小学館）ISBN　978-4-09-380123-2

草の根民主主義部門 奨励賞
- 「南米アマゾンの"水俣病"」に関する報道
  - 受賞者：萩原豊（TBSテレビ報道局（報道番組センター長）・解説委員長）
  - 発表媒体：TBSテレビ・Web

文化貢献部門 
- 該当作なし

### 第24回（2024年度）[4]
公共奉仕部門　大賞
- NHKスペシャル・ETV特集「”冤罪”の深層」シリーズ（NHK総合テレビ・ Eテレ）

草の根民主主義部門　大賞
- 長期連載「憲法事件を歩く　理念と現実のはざまで」（信濃毎日新聞朝刊、信濃毎日新聞デジタル）

文化貢献部門　大賞
- ETV特集　膨張と忘却 ～理の人が見た原子力政策～（NHK Eテレ）